# Traumatologia

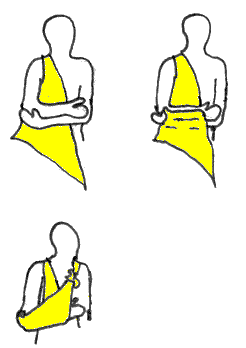
Immobilització d'un braç

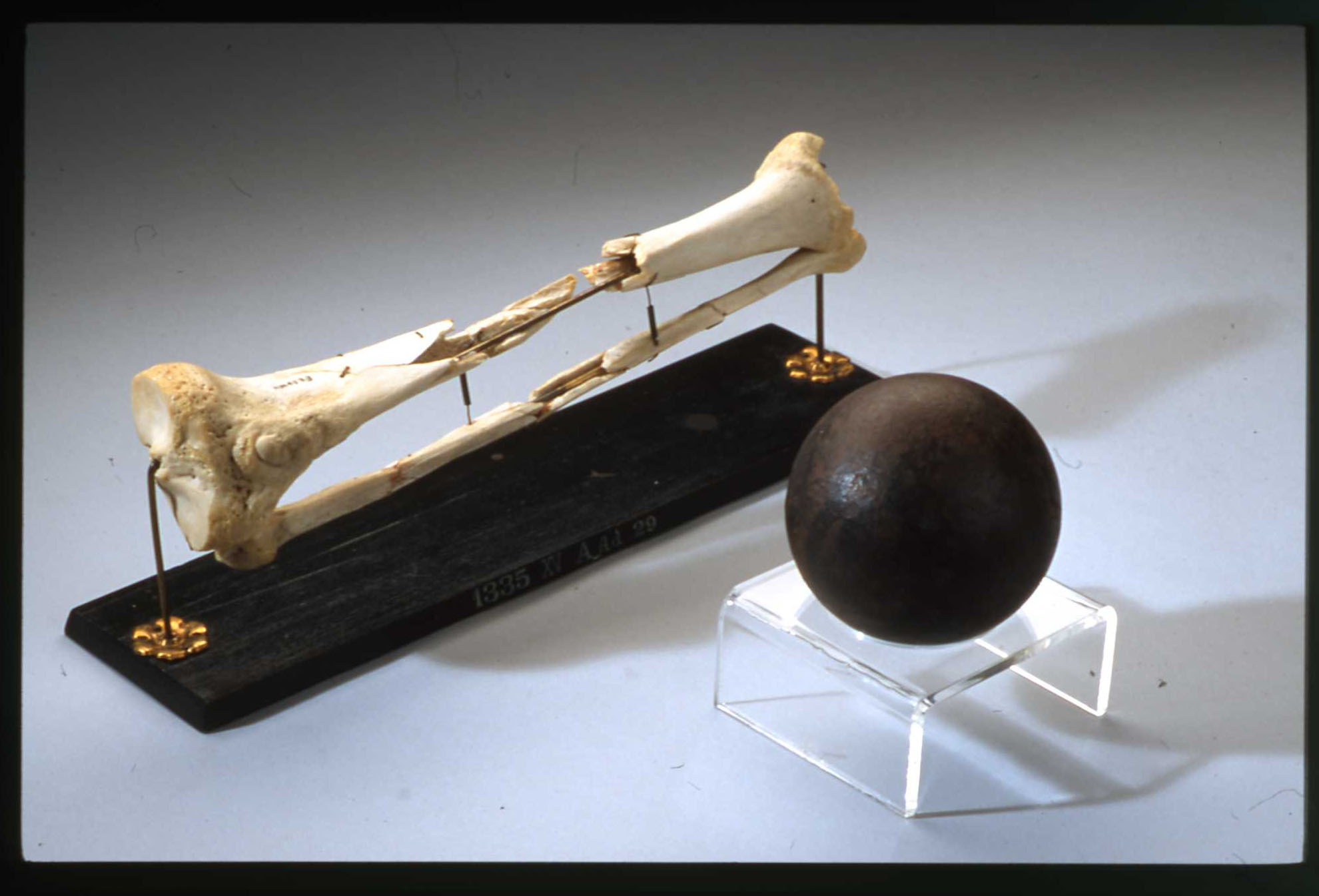
Fractura d'ossos de la cama per una bala de canó a la batalla de Gettysburg (Guerra de Secessió).

L'ortopèdia i la traumatologia és l'especialitat mèdica que s'ocupa de les ferides i danys causats per accidents o violència sobre les persones, i els mitjans mèdics i quirúrgics per al restabliment de la forma i de la funció de les extremitats, la columna vertebral i les seves estructures associades. Etimològicament, el terme traumatologia deriva del grec; procedeix de la suma de dos components d'aquesta llengua: “trauma”, que pot traduir-se com a “ferida”, i “logia”, que és equivalent a “ciència”, “discurs” o “tractat”.
Entre els grans traumatòlegs catalans hi ha el doctor Josep Trueta i Raspall (1897-1977), creador d'un mètode per al tractament de les ferides de guerra que va reduir la gran quantitat de ferits que desenvolupaven gangrena. El mètode Trueta es va començar a aplicar a la Guerra Civil espanyola, i més àmpliament en la Segona Guerra Mundial.
Els tractaments que porta a terme la traumatologia poden ser diversos. Alguns són conservadors, com l'embenat o l'enguixat. Altres tractaments són més invasius, com les intervencions quirúrgiques per instal·lar caragols, plaques i altres elements a l'interior del cos. L'elecció d'un o altre tractament la fa el professional d'acord amb el tipus de lesió.